# Słoniątko i pismo
Słoniątko i pismo (ros. Слонёнок и письмо) – radziecki krótkometrażowy film animowany z 1983 roku w reżyserii Władimira Arbiekowa.

## Obsada (głosy)
- Kłara Rumianowa jako Słoniątko
- Zinaida Naryszkina jako Sroka
- Ludmiła Gniłowa
- Rogwołd Suchowierko
- Nikołaj Grabbe
- Tamara Dmitrijewa

## Wersja polska
Wersja polska: Studio Opracowań Filmów w Łodzi

Reżyseria: Czesław Staszewski

Dialogi: Maria Horodecka

Dźwięk: Anatol Łapuchowski

Montaż: Henryka Gniewkowska

Kierownictwo produkcji: Edward Kupsz

Źródło: